# Hermonassa chalybeata
Hermonassa chalybeata är en fjärilsart som beskrevs av Moore 1881. Hermonassa chalybeata ingår i släktet Hermonassa och familjen nattflyn. Inga underarter finns listade i Catalogue of Life.